# フィリッポ・アグリコーラ

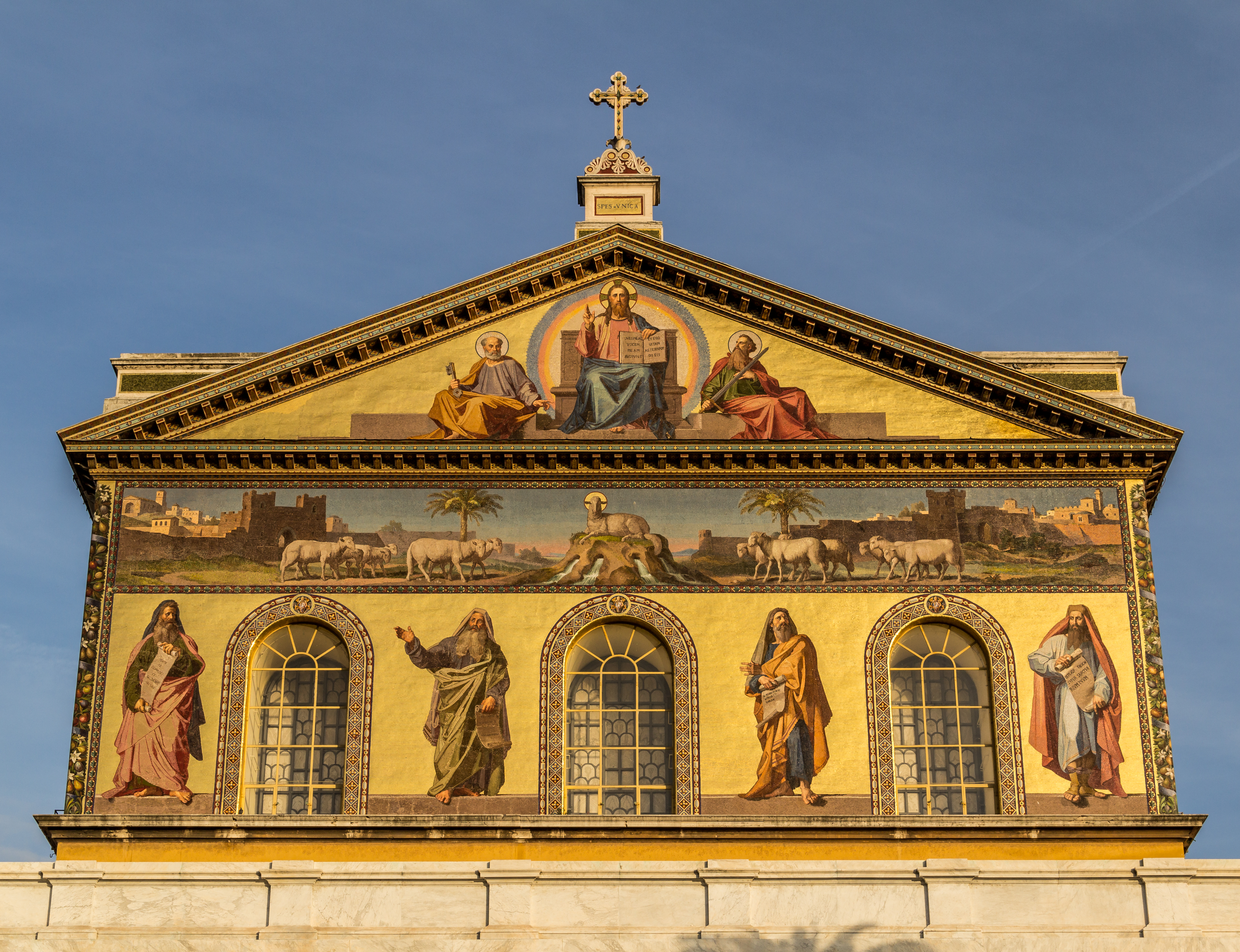
サン・パオロ・フオーリ・レ・ムーラ大聖堂のモザイク装飾

フィリッポ・アグリコーラ（Filippo Agricola、1795年4月12日 - 1857年12月2日）は、イタリアの画家である。肖像画や教会の装飾画を描いた。

## 略歴
ローマで生まれた。父親のルイージ・アグリコーラ(Luigi Agricola)も画家であり、父親から美術を学んだ。アグリコーラの修行時代のローマはフランス第一帝政の支配下で「National Academy of San Luca」と名前を変えていたローマのアカデミア・ディ・サン・ルカでガスパーレ・ランディ(Gaspare Landi: 1756-1830)やヴィンチェンツォ・カムッチーニ(Vincenzo Camuccini: 1771-1844）に学んだ。
1812年に、政府の絵画コンクールで優勝し、奨学金を与えられた。主にローマで活動し、上流階級の家族の肖像画を描いた。肖像画の代表作には劇作家、ヴィンチェンツォ・モンティ(Vincenzo Monti)の娘、コンスタンス・モンティ・ペルティカリ(Constance Monti Perticari)の肖像画などがある。ヴィンチェンツォ・モンティはアグリコーラを「当代のラファエロ」と讃えていた。サントノフリオ教会(Chiesa di Sant'Onofrio)やサン・ジョバンニ・イン・ラテラノ大聖堂などのローマの教会の装飾画も描いた。
アカデミア・ディ・サン・ルカで絵画を教え、1843年には会長にも選ばれた。バチカンのモザイク工房の所長も務めた。
ローマで亡くなった。フィリッポ・アグリコーラに学んだ画家にはジョヴァンニ・コスタ(1826-1903)らがいる。

## 作品

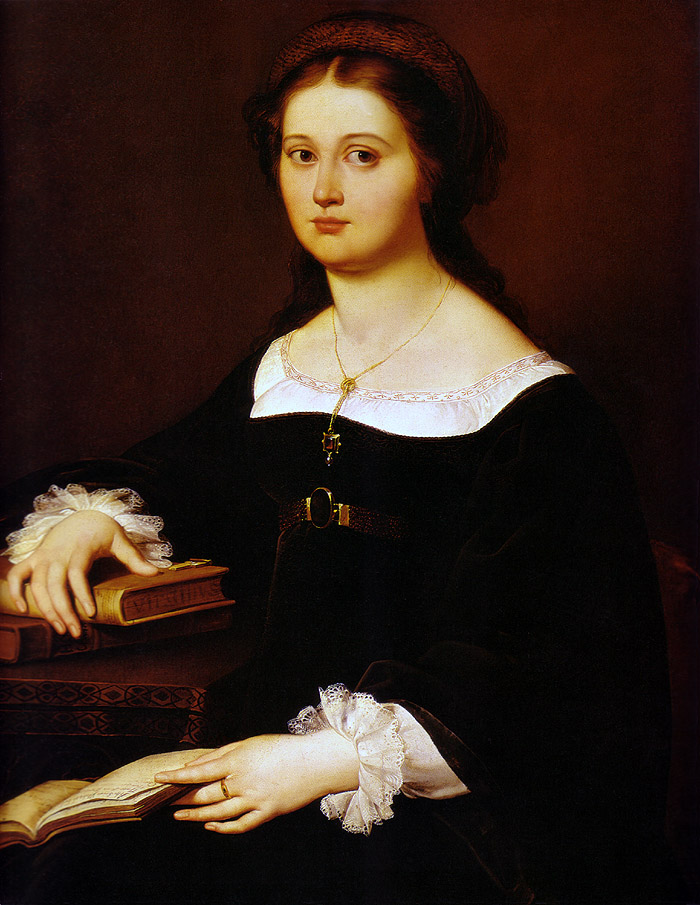
コンスタンス・モンティ・ペルティカリの肖像 (1821)
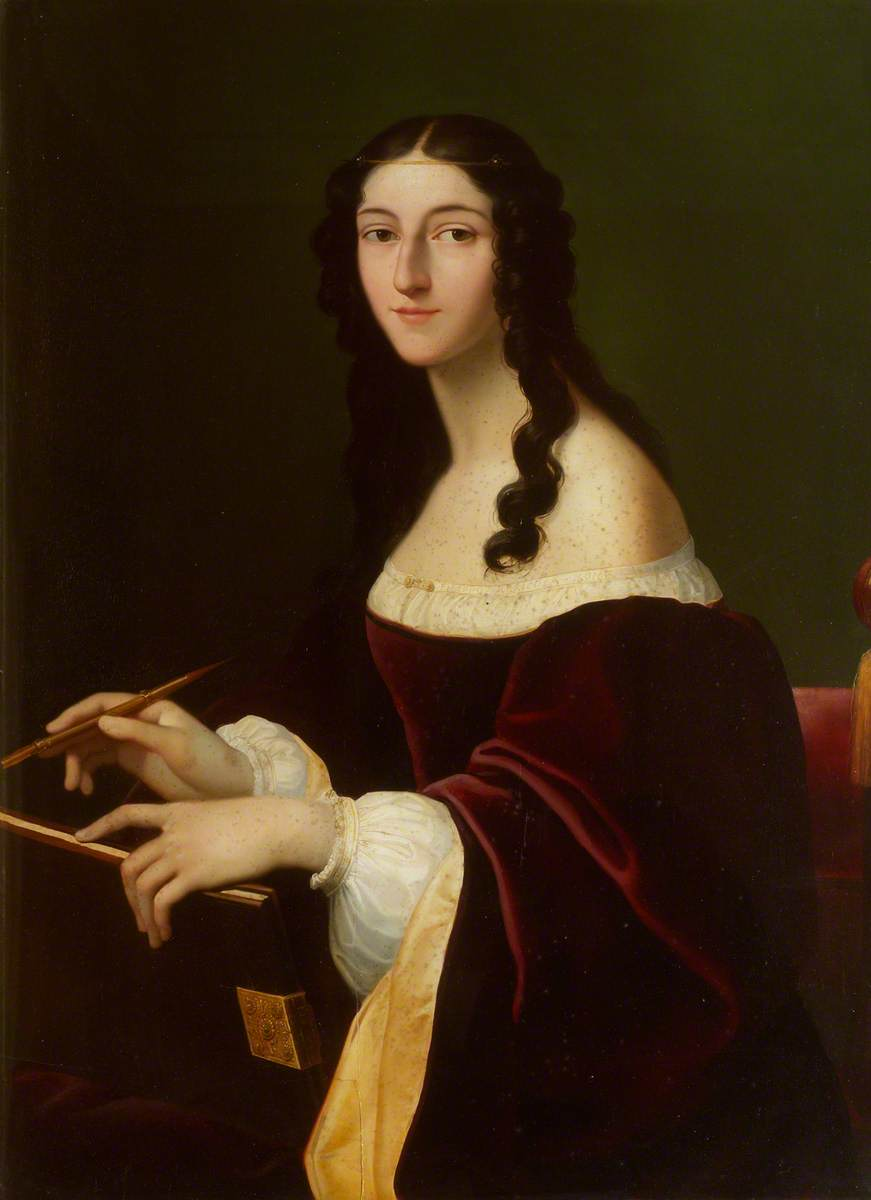
第7代ディロン子爵夫人
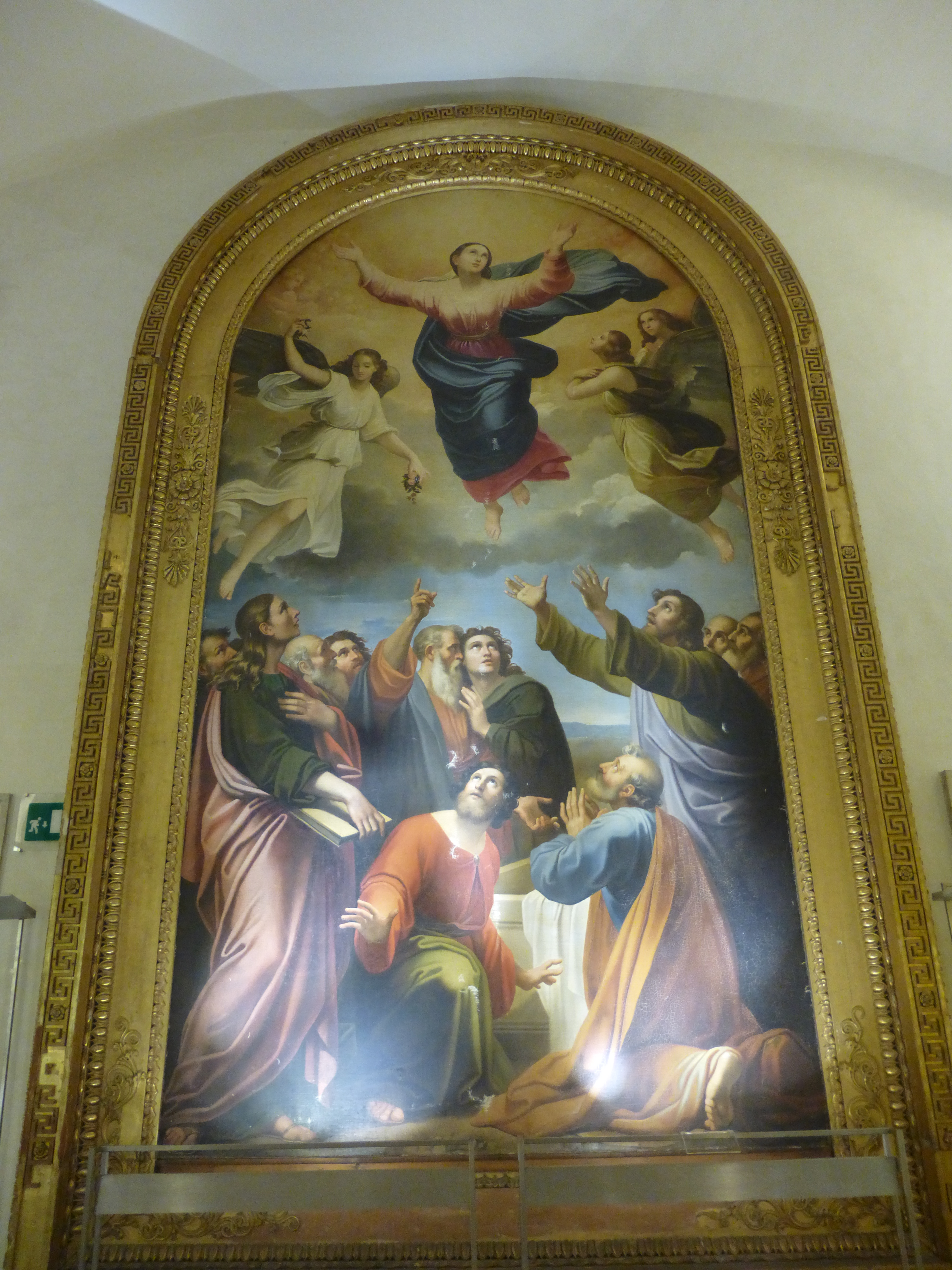
教会の装飾画